# Ministério da Indústria e Tecnologia
O Ministério da Indústria e Tecnologia foi a designação de um departamento dos IV, V e VI Governos Provisórios e I, II, III e IV Governos Constitucionais de Portugal. Foi sucedido em 1979 pelo Ministério da Indústria.

## Ministros
Os ministros que ocuparam esta pasta foramː
| Período     | Ministro                   | Governo                    |
| ----------- | -------------------------- | -------------------------- |
| 1975        | João Cravinho              | IV Governo Provisório      |
| 1975        | Fernando Quitério de Brito | V Governo Provisório       |
| 1975 – 1976 | Walter Rosa                | VI Governo Provisório      |
| 1976 – 1978 | Alfredo Nobre da Costa     | I Governo Constitucional   |
| 1978        | Carlos Melancia            | II Governo Constitucional  |
| 1978        | Fernando Santos Martins    | III Governo Constitucional |
| 1978 – 1979 | Álvaro Barreto             | IV Governo Constitucional  |